# Стрельба в Лас-Вегасе (2017)
Стрельба на Лас-Вегас-Стрип — массовое убийство, произошедшее 1 октября 2017 года, когда Стивен Пэддок обстрелял с 32-го этажа гостинично-развлекательного комплекса Мандалай-Бэй на бульваре Лас-Вегас-Стрип в Лас-Вегасе посетителей фестиваля кантри-музыки «Route 91», проводившегося на открытой концертной площадке.
Убийство в Лас-Вегасе стало самым массовым в истории США c момента событий 11 сентября 2001 года, опередив по числу жертв массовое убийство в Орландо 2016 года.

## Ход событий
Стивен Пэддок заселился в номер люкс 32135 отеля Мандалай-Бэй 17 сентября 2017 года. Он пронёс в номер большой арсенал оружия. Персонал отеля не заметил ничего подозрительного при уборке номера. Вечером 1 октября на фестивальной площади напротив окон номера Пэддока начался концерт. Когда на сцене появился исполнитель кантри-музыки Джейсон Олдин, Пэддок открыл огонь по толпе зрителей.
Хронология событий по местному времени PDT:
- 22:05 — стрелок открыл огонь[6].
- 22:08 — один из полицейских, патрулировавших концерт, сообщил о стрельбе.
- 22:14 — с земли уточнили, что огонь ведётся из отеля Мандалай-Бэй из разбитых окон номера верхних этажей и имеются многочисленные жертвы.

- 22:15 — стрельба прекращена.

Вид из Мандалай-Бэй на концертную площадку

- 22:18 — офицер безопасности отеля сообщил прибывшим спецназовцам, что он был ранен выстрелом через дверь номера 135 — с этого момента полиция точно знала, откуда велась стрельба.
- 22:28 — две группы спецназа SWAT прибыли на этажи 29 (откуда было ещё одно ошибочное сообщение о стрельбе) и 32 и заняли позицию.
 Силы спецназа и полиции в течение около 50 минут эвакуировали этаж и группировали силы.
- 23:20 — спецназ взорвал дверь номера и проник внутрь.
- 23:58 — Стивен Пэддок обнаружен мёртвым по официальному подтверждению[4].

Пэддок предварительно установил две скрытых камеры наружного наблюдения: в коридоре отеля и в дверном глазке. Он прекратил стрельбу, когда обнаружил приближающихся к его двери представителей службы безопасности отеля. Одного из них он ранил в ногу. Затем он покончил жизнь самоубийством, выстрелив себе в голову из пистолета.
Во время проведения спецоперации работа международного аэропорта Мак-Карран была приостановлена, все рейсы были отменены.
У преступника было найдено 23 единицы оружия в номере отеля и 19 единиц дома. В номер своего отеля он пронёс несколько чемоданов с оружием и боеприпасами. Арсенал преступника включал полуавтоматические винтовки Colt AR-15 и её модификации (FN-15, DDM4), автомат Калашникова и модификации. Калибр от 5,56 мм до 7,62 мм (по принятым в США обозначениям от .223 до .308). Было использовано несколько десятков заранее подготовленных магазинов. Огонь вёлся с расстояния примерно 300—350 метров. Пэддок оснастил двенадцать из принадлежащих ему винтовок специальным прикладом, легально продающимся в США, для возможности вести автоматический огонь. Хотя Пэддок покупал оружие в течение продолжительного времени, усиленно покупать оружие он стал в течение последнего года — за 13 месяцев он купил тридцать три «ствола». Бюро алкоголя, табака, огнестрельного оружия и взрывчатых веществ и представители магазинов, где он закупал оружие, подтвердили, что Пэддок владел оружием легально.

## Последствия
По данным шерифа округа Кларк Джо Ломбардо, на концерте присутствовало около 22 тысяч человек, по меньшей мере 58 человек были убиты в результате стрельбы (покончивший с собой стрелок стал 59-м умершим) и более 700 были ранены. Пострадавшие были отправлены в больницы University Medical Center of Southern Nevada и Sunrise Hospital & Medical Center. Четырнадцать пострадавших находились в критическом состоянии.